# TMX Group
TMX Group Limited - канадська компанія з надання фінансових послуг, яка працює на ринках акцій, цінних паперів з фіксованим доходом, деривативів та енергоносіїв. Компанія надає послуги, що охоплюють лістинг, торгівлю, кліринг, розрахунки та депозитарні послуги, інформаційні послуги, а також технологічні послуги для міжнародної фінансової спільноти.
Група TMX найбільш відома своїми фондовими біржами - Фондова біржа Торонто (TSX), яка обслуговує ринки цінних паперів вищого рівня, та Венчурна біржа TSX (TSXV), яка обслуговує публічний ринок венчурного капіталу. TSXV раніше була відома як Канадська венчурна біржа (CDNX), але вона також володіє і управляє іншими біржами в Канаді, в тому числі Монреальською біржою і TSX Alpha Exchange, а також депозитарним, кліринговим і розрахунковим бізнесом країни, CDS. Група TMX також володіє та управляє TMX Equity Transfer Services, Shorcan Brokers Limited, Канадською кліринговою корпорацією з деривативів (CDCC), а також має частки в CanDeal.ca Inc. та Бостонською біржою опціонів. Серед інших відомих дочірніх компаній TMX Group - Trayport Limited, розробник електронної торгової платформи Joule для енергетичних ринків, і TMX Datalinx, яка надає продукти та послуги з обробки даних.
Штаб-квартира TMX Group знаходиться в Торонто і має офіси по всій Канаді (Монреаль, Калгарі і Ванкувер), на ключових ринках США (Нью-Йорк, Х'юстон, Бостон і Чикаго), а також за кордоном (Лондон, Пекін, Сингапур і Сідней).